# ساب ۳۹ گریپن
ساب ۳۹ گریپن (به سوئدی: Saab 39 Gripen) جنگنده چندمنظوره نسل ۴+ سبک و تک‌موتوره است که توسط شرکت سوئدی ساب سوئد طراحی و تولید گردیده است. گریپن (به معنی شیردال) که در ۱۹۸۸ برای اولین بار به پرواز درآمده بود، در سال ۱۹۹۷ به نیروی هوایی سوئد پیوست و جایگزین جنگنده‌های ساب ۳۵ دراکن و ساب ۳۷ ویگن شد. این هواپیما در سال‌های بعد به کشورهای آفریقای جنوبی، تایلند، جمهوری چک، مجارستان و برزیل هم فروخته شد.
گریپن جت مافوق صوتی با سرعت بیش از دو ماخ است که مثل جنگنده‌های قبلی شرکت ساب از طراحی بال‌مثلثی و بدون دم همراه با کانارد بهره می‌برد. مدل‌های تازه‌تر ساب ۳۹ به تجهیزات سوخت‌گیری هوایی هم مجهز شده‌اند و مدل‌های صادراتی آن سازگاری قابل توجهی با استانداردهای ناتو دارند. این جنگنده از یک موتور ولوو-فلایگموتور نیرو می‌گیرد که از موتور آمریکایی جنرال الکتریک اف۴۰۴ اقتباس شده است. موتوری که در جنگنده‌های اف-۱۸ هورنت هم نصب شده است.
نیروی هوایی سوئد به تازگی سفارش خرید جدیدترین مدل گریپن را داده است که از یک موتور ارتقاءیافته با نام اف۴۱۴جی و رادار آرایه فازی فعال بهره می‌برد. در این مدل که با نام سوپر گریپن یا گریپن ان‌جی شناخته می‌شود، ظرفیت سوخت داخلی هواپیما هم به‌طور قابل توجهی افزایش یافته است.

طی قرارداد امضاء شده بین سوئد و برزیل، خط تولید یک ساب گریپن پیشرفته با نام گریپن E برای برزیل ساخته شده است. گریپن-E نخستین پروازهای آزمایشی خود را در سال ۲۰۱۹ انجام داد. برزیل به‌طور کمینه به ۱۰۰ فروند گریپن-E نیاز دارد.

## مشخصات

### JAS 39C/D
داده‌ها از Saab Gripen, Saab, Aviation Week
ویژگی‌های عمومی
- خدمه: 1 JAS 39C / 2 JAS 39D
- طول: ۱۴٫۱ متر (۴۶ فوت ۳ اینچ) JAS 39C

۱۴٫۸ متر (۴۹ فوت) JAS 39D
- پهنای بال: ۸٫۴ متر (۲۷ فوت ۷ اینچ)
- ارتفاع: ۴٫۵ متر (۱۴ فوت ۹ اینچ)
- مساحت بال‌ها: ۳۰ متر مربع (۳۲۰ فوت مربع)
- وزن خالی: ۶٬۸۰۰ کیلوگرم (۱۴٬۹۹۱ پوند)
- بیشترین وزن برخاست: ۱۴٬۰۰۰ کیلوگرم (۳۰٬۸۶۵ پوند)
- پیشرانه: ۱ عدد موتورتوربوفن دارای پس‌سوز ولوو آرام ۱۲, ۵۴ کیلونیوتن (۱۲٬۰۰۰ پوند-نیرو) thrust dry, ۸۰٫۵ کیلونیوتن (۱۸٬۱۰۰ پوند-نیرو) با پس‌سوز

عملکرد
- حداکثر سرعت: ۲٬۴۶۰ کیلومتر بر ساعت (۱٬۵۳۰ مایل بر ساعت، ۱٬۳۳۰ گره) +
- حداکثر سرعت: ۲ ماخ
- بُرد رزمی: ۸۰۰ کیلومتر (۵۰۰ مایل، ۴۳۰ مایل دریایی)
- بُرد معبر: ۳٬۲۰۰ کیلومتر (۲٬۰۰۰ مایل، ۱٬۷۰۰ مایل دریایی)
- حداکثر ارتفاع: ۱۵٬۲۴۰ متر (۵۰٬۰۰۰ فوت)
- حد شتاب جی: +۹ −۳
- بارگیری بال: ۲۸۳ کیلوگرم بر متر مربع (۵۸ پوند بر فوت مربع)
- نیرو/وزن: ۰٫۹۷

طرح سه نمای جنگنده ساب-۳۹ گریپن

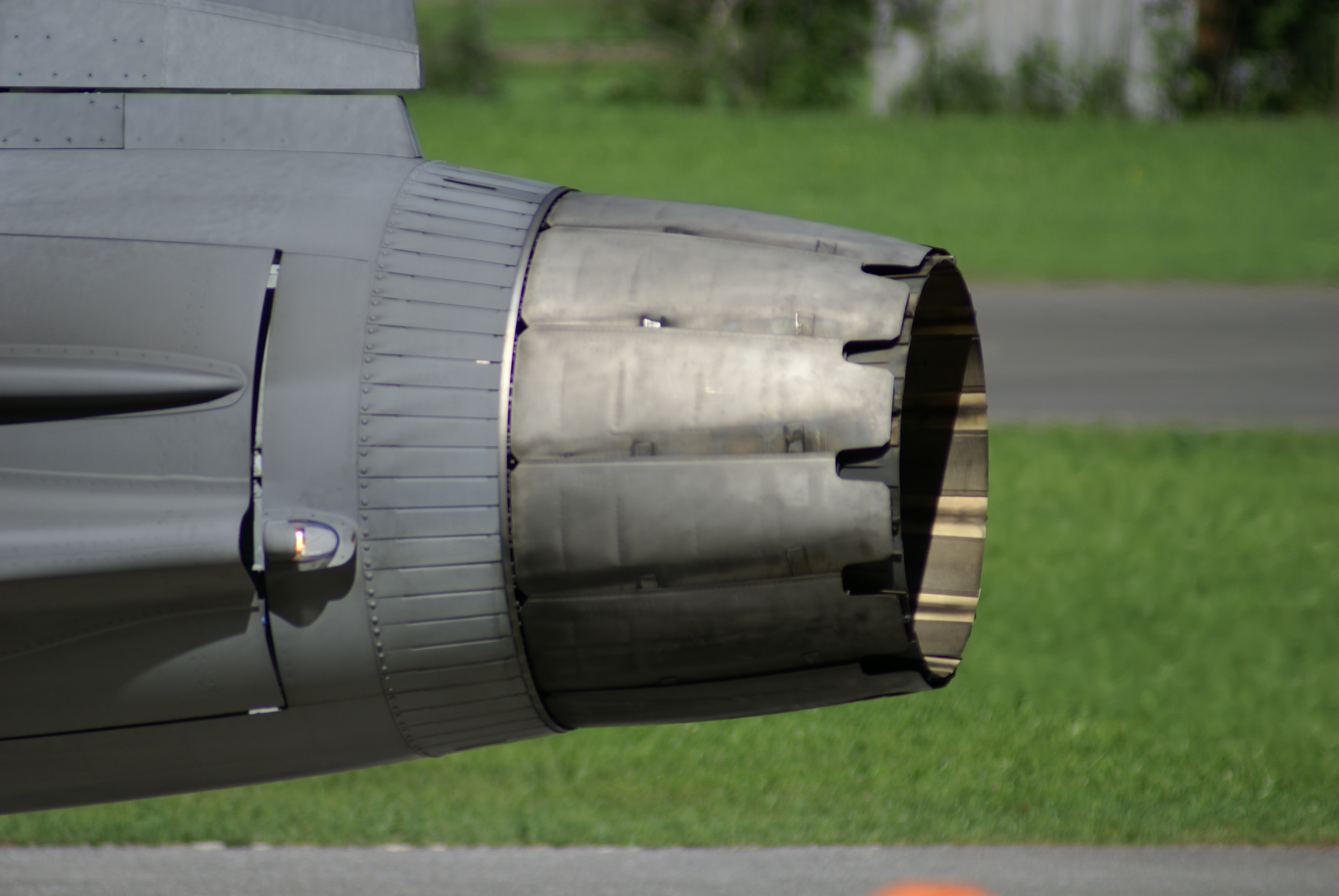
Gripen engine nozzle

- طول باند مورد نیاز برای برخاست: ۵۰۰ متر (۱٬۶۴۰ فوت)
- طول باند مورد نیاز برای فرود: ۶۰۰ متر (۱٬۹۶۹ فوت)

تسلیحات

- اسلحه‌ها: ۱ × 27 mm Mauser BK-27 revolver cannon with 120 rounds (single-seat models only)
- آویزگاه‌های حمل سلاح: 8 (two hardpoints under the fuselage, two under and one on the tip of each wing; with one dedicated for FLIR / ECM / LD / Reconn pod) با ظرفیت 5 300 kg (11 700 lb)، با قابلیت حمل ترکیبی از:
  - راکت‌ها: ۴ × rocket pods, 13.5 cm rockets
  - موشک‌ها: *** ۶ × IRIS-T (Rb.98) or AIM-9 Sidewinder (Rb.74) or A-Darter
    - ۴ × MBDA Meteor, AIM-120 AMRAAM (Rb.99) or MBDA MICA
    - ۴ × AGM-65 Maverick (Rb.75)
    - ۲ × KEPD.350
    - ۲ × Rbs.15F anti-ship missile

  - بمب‌ها: *** ۴ × GBU-12 Paveway II laser-guided bomb
    - ۲ × Bk.90 cluster bomb
    - ۸ × Mark 82 bombs

اویونیکس

- Radar: PS-05/A Pulse-Doppler

### JAS 39E/F
داده‌ها از Saab Gripen, Saab, Aviation Week
ویژگی‌های عمومی
- خدمه: 1 JAS 39E / 2 JAS 39F
- طول: ۱۵٫۲ متر (۴۹ فوت ۱۰ اینچ) JAS 39E

۱۵٫۹ متر (۵۲ فوت) JAS 39F
- پهنای بال: ۸٫۶ متر (۲۸ فوت ۳ اینچ)
- ارتفاع: ۴٫۵ متر (۱۴ فوت ۹ اینچ)
- مساحت بال‌ها: ۳۰ متر مربع (۳۲۰ فوت مربع)
- وزن خالی: ۸٬۰۰۰ کیلوگرم (۱۷٬۶۳۷ پوند)
- بیشترین وزن برخاست: ۱۶٬۵۰۰ کیلوگرم (۳۶٬۳۷۶ پوند)
- Internal fuel capacity: ۳٬۴۰۰ کیلوگرم (۷٬۵۰۰ پوند)
- پیشرانه: ۱ عدد afterburning turbofan engine General Electric F-414G, ۹۸ کیلونیوتن (۲۲٬۰۰۰ پوند-نیرو) با پس‌سوز

عملکرد
- حداکثر سرعت: ۲٬۴۶۰ کیلومتر بر ساعت (۱٬۵۳۰ مایل بر ساعت، ۱٬۳۳۰ گره) +
- حداکثر سرعت: ۲ ماخ
- بُرد رزمی: ۱٬۵۰۰ کیلومتر (۹۳۰ مایل، ۸۱۰ مایل دریایی) +
- بُرد معبر: ۴٬۰۰۰ کیلومتر (۲٬۵۰۰ مایل، ۲٬۲۰۰ مایل دریایی) +
- حداکثر ارتفاع: ۱۶٬۰۰۰ متر (۵۲٬۰۰۰ فوت)
- حد شتاب جی: +۹ -۳
- بارگیری بال: ۲۸۳ کیلوگرم بر متر مربع (۵۸ پوند بر فوت مربع)
- نیرو/وزن: ۱٫۰۴
- Takeoff distance: ۵۰۰ متر (۱٬۶۴۰ فوت)
- Landing distance: ۶۰۰ متر (۱٬۹۶۹ فوت)

تسلیحات

- اسلحه‌ها: ۱ × 27 mm Mauser BK-27 revolver cannon with 120 rounds (single-seat models only)
- آویزگاه‌های حمل سلاح: 10 (three hardpoints under the fuselage, two under and one on the tip of each wing; with one dedicated for FLIR / LD / Recon pod.) با ظرفیت 5,300 kg (11,700 lb)، با قابلیت حمل ترکیبی از:
  - راکت‌ها: ۴ × rocket pods, 13.5 cm rockets
  - موشک‌ها: *** ۶ × IRIS-T (Rb.98), AIM-9 Sidewinder (Rb.74) or A-Darter
    - ۷ × MBDA Meteor, AIM-120 AMRAAM (Rb.99) or MBDA MICA
    - ۴ × AGM-65 Maverick (Rb.75)
    - ۲ × KEPD.350
    - ۶ × Rbs.15F anti-ship missile

  - بمب‌ها: *** ۷ × GBU-12 Paveway II laser-guided bomb
    - ۲ × Bk.90 cluster bomb
    - ۸ × Mark 82 bombs
    - ۱۶ × GBU-39 SDB
    - ۱۲ × Alternative small-diameter glide bomb

اویونیکس

- Selex ES-05 Raven AESA radar[۱۲][۱۳]
- Skyward-G IRST system[۱۴][۱۵]
- Air-to-air and air-to-surface tactical data link system

## نگارخانه

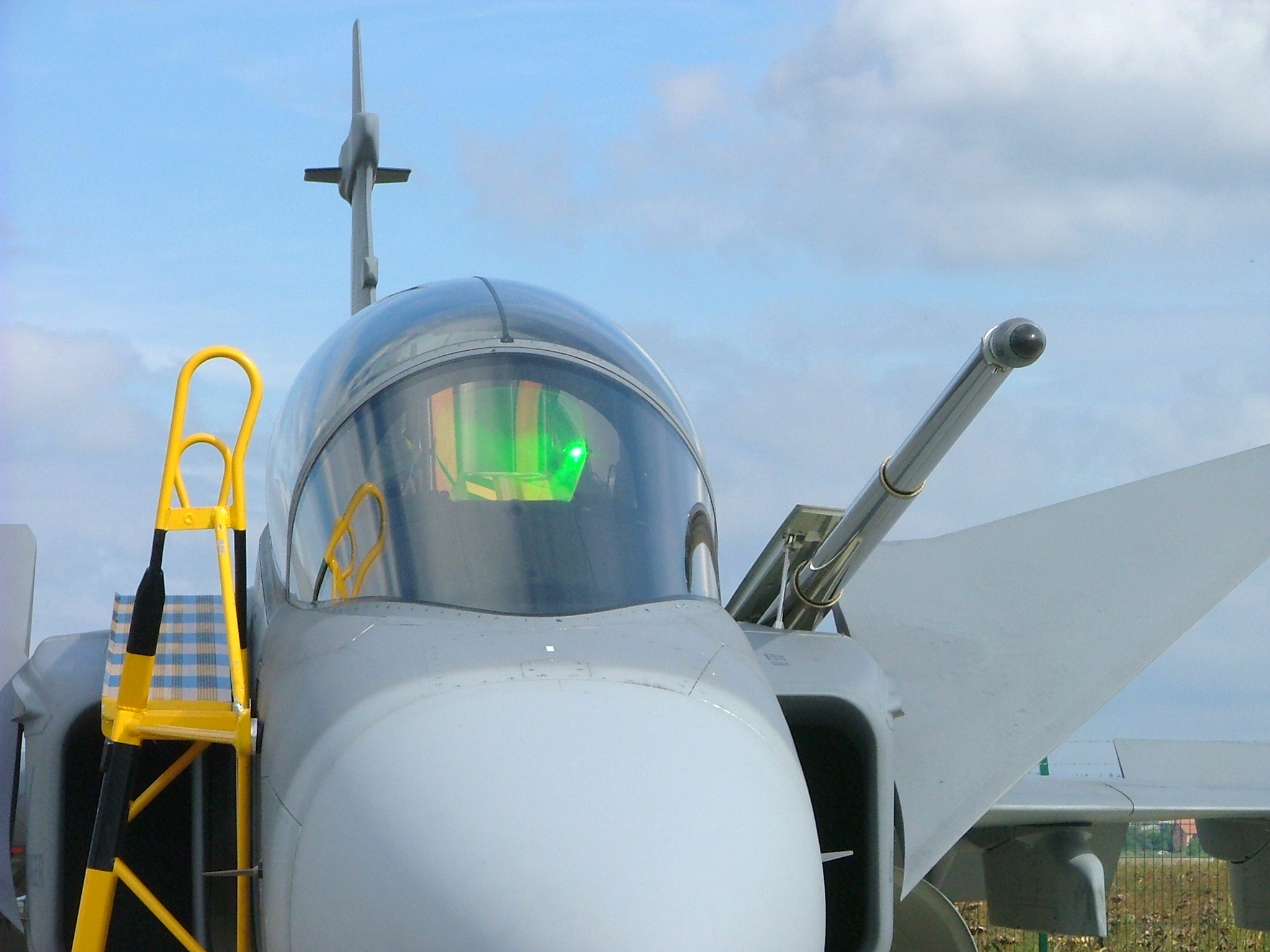
بوم سوختگیری گریپن
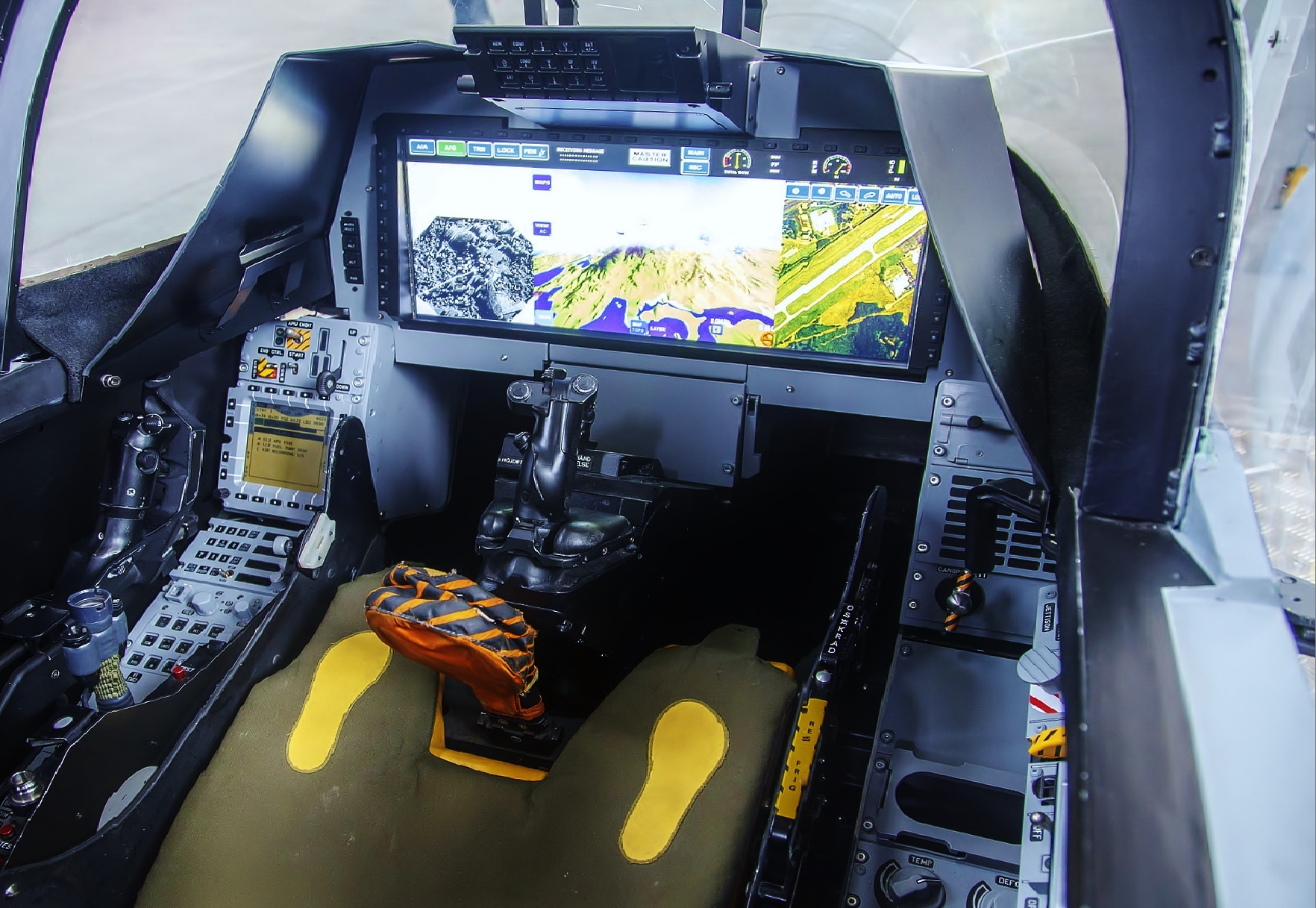
کابین ساب-۳۹ که در برزیل تولید انبوه می‌شود.
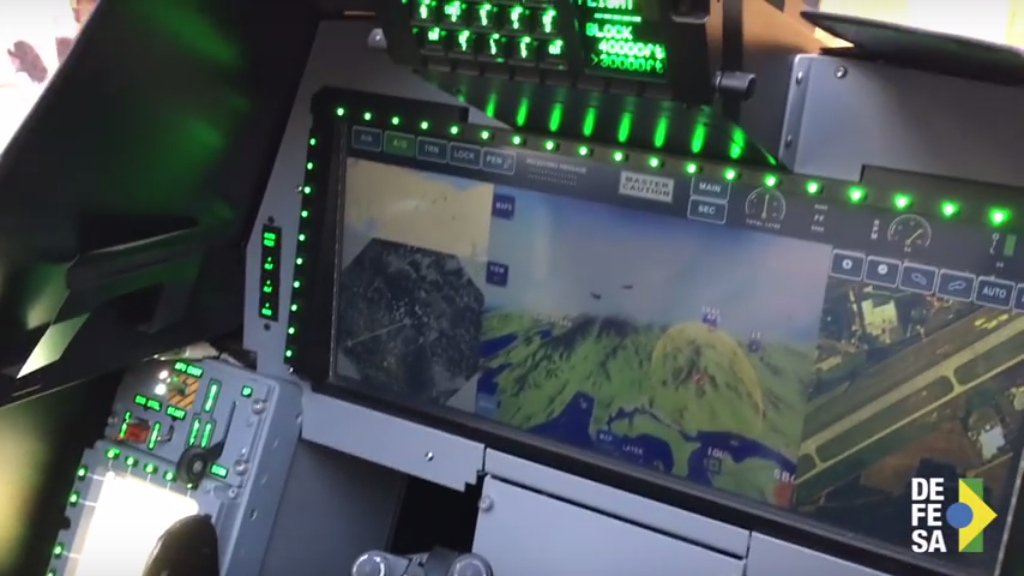
نمایشگر ساب-۳۹ گریپن ان‌جی جنگندهٔ نیروی هوایی برزیل
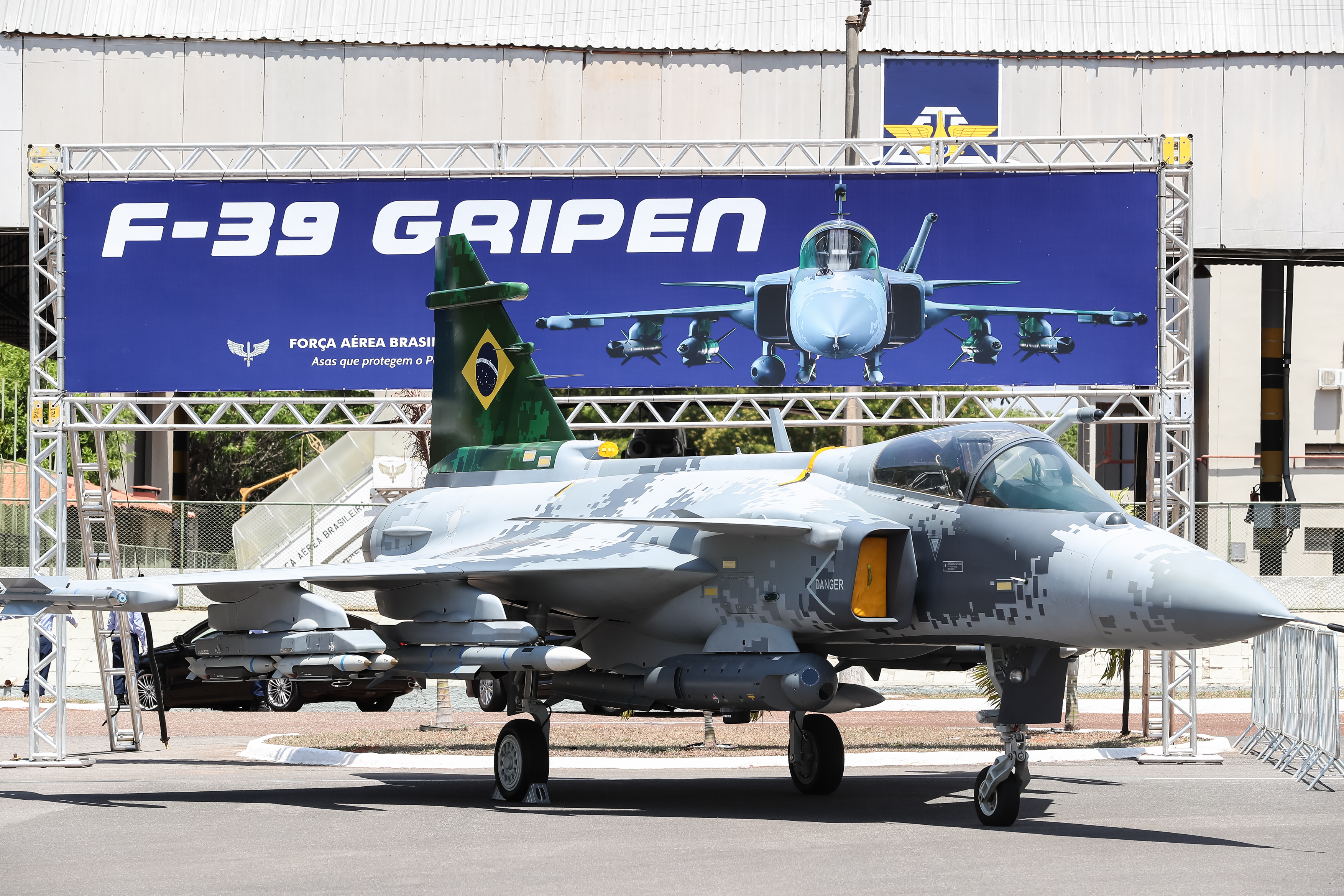
ساب گریپن برزیلی
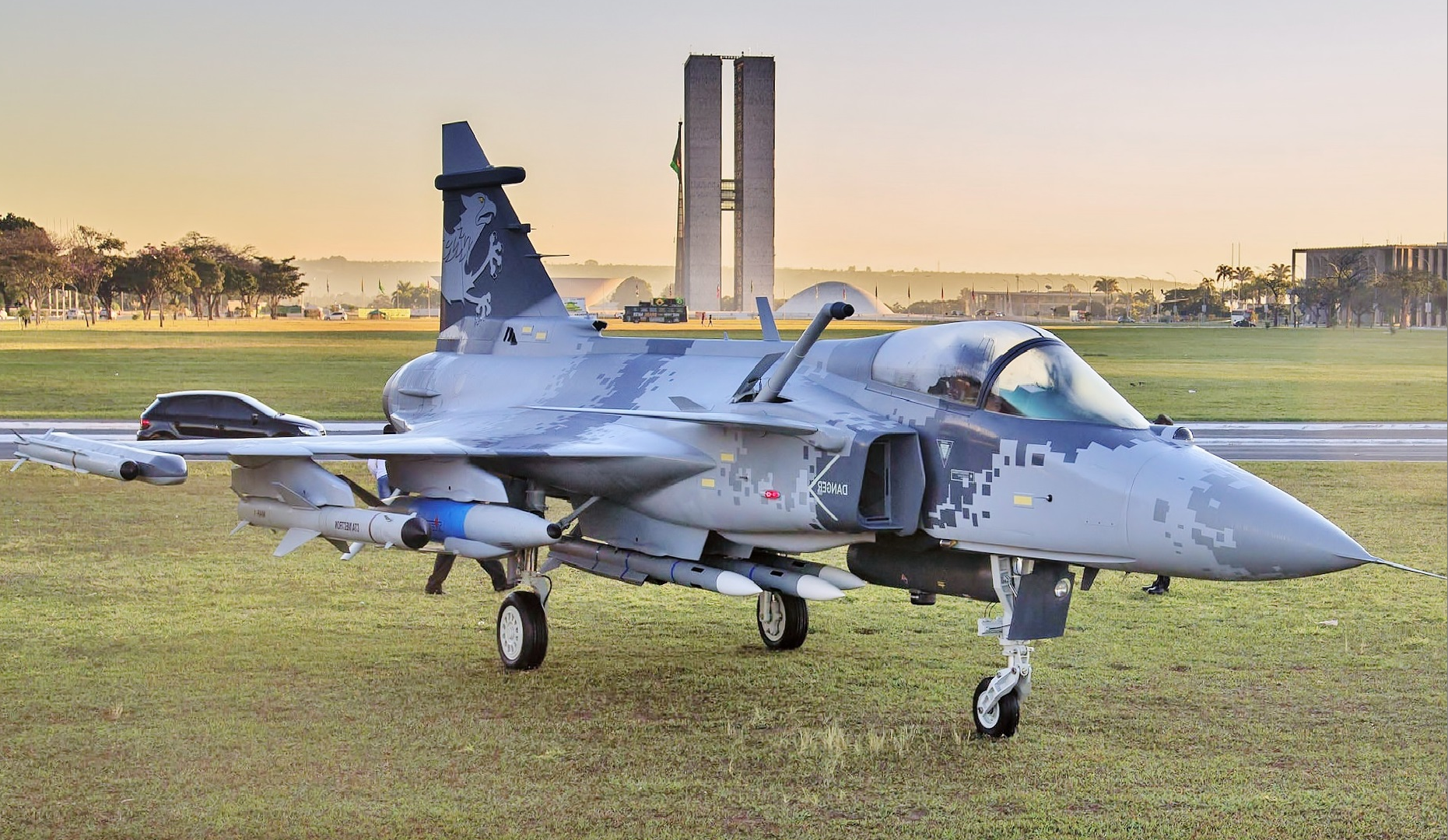
ساب گریپن برزیلی
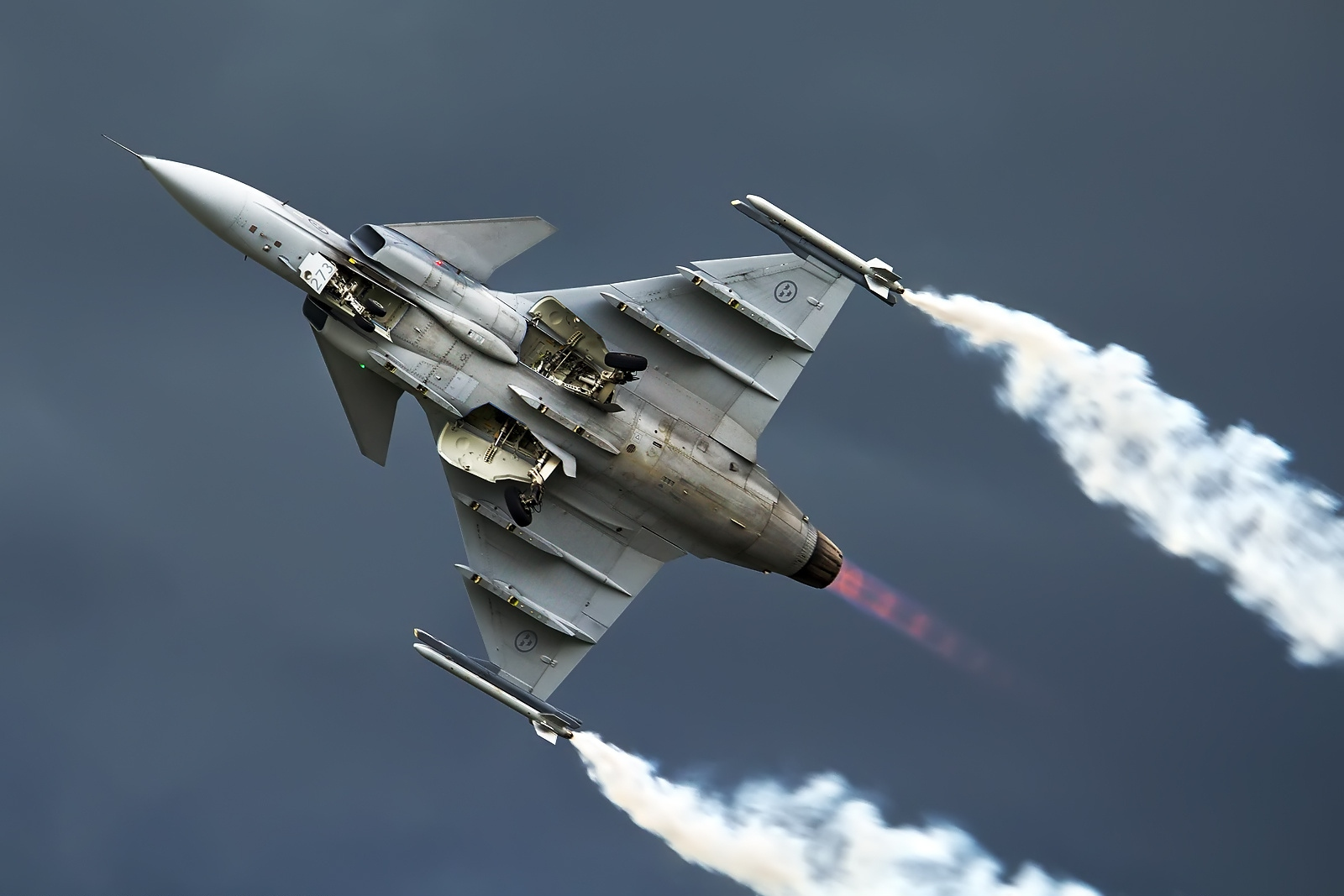
نیروی هوایی سوئد
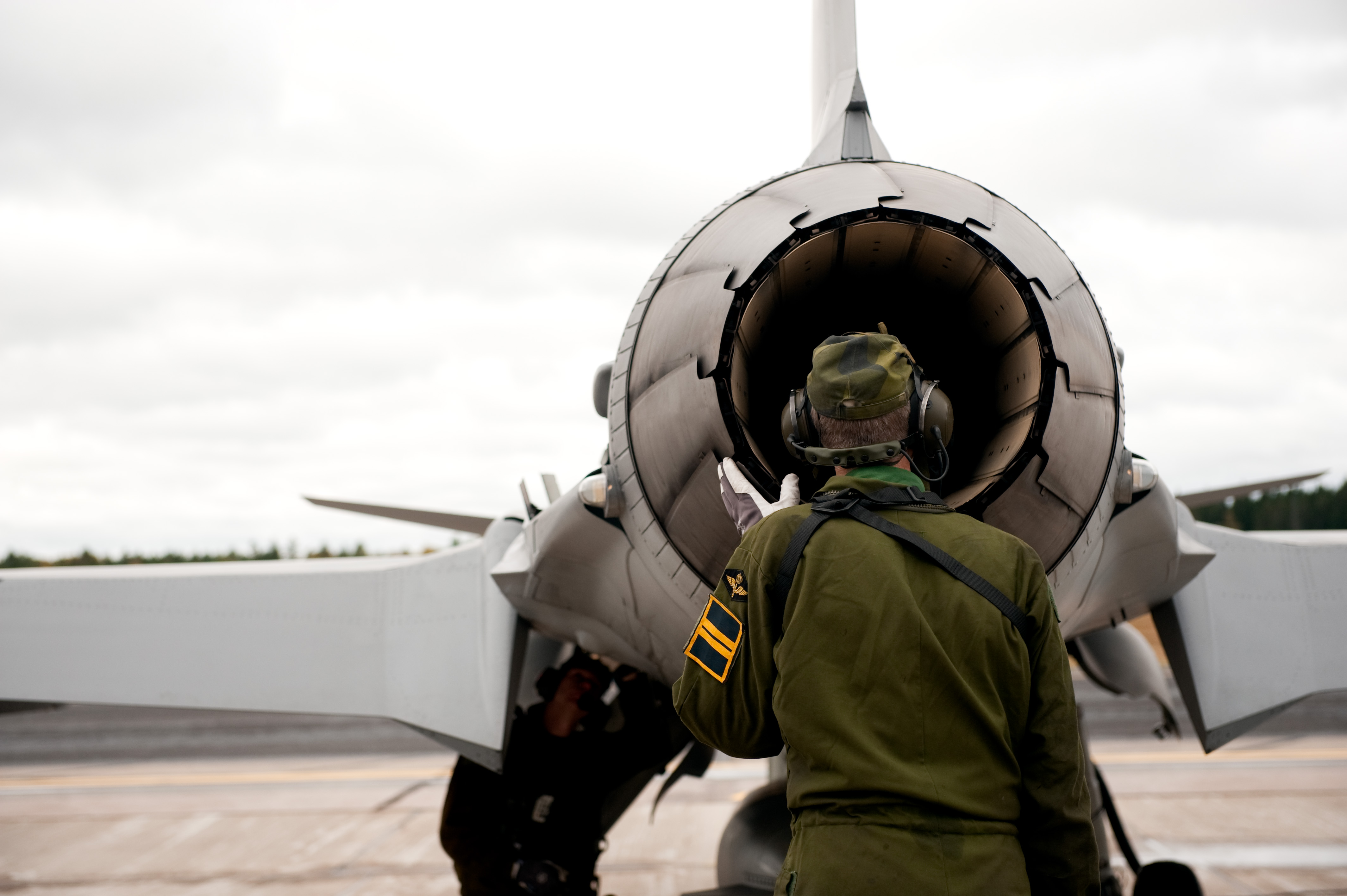
ساب-۳۹ تنها یک موتور دارد.
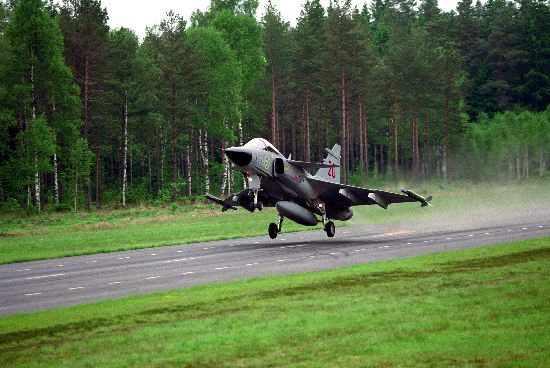
درحال برخاستن از روی یک خیابان
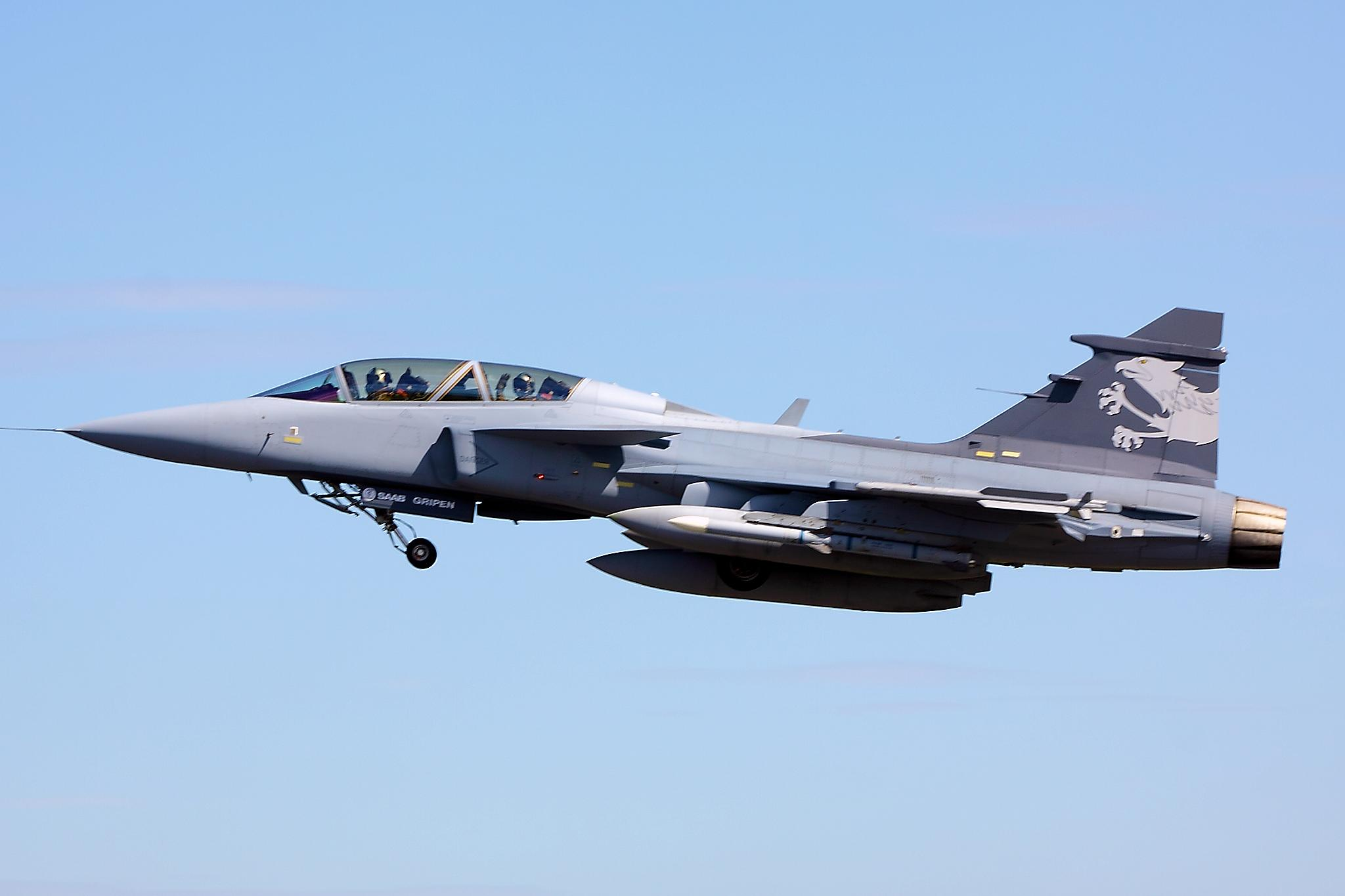
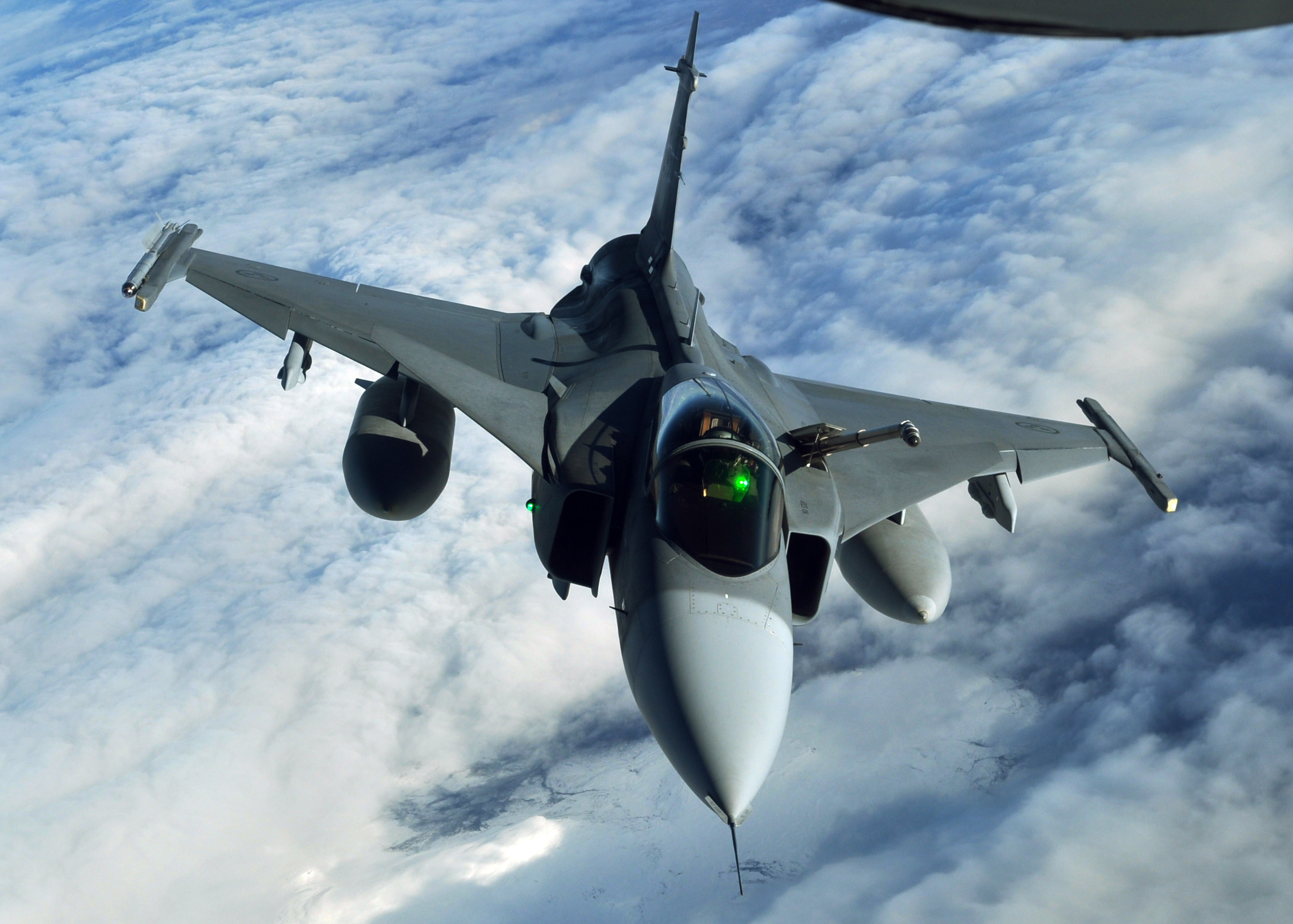
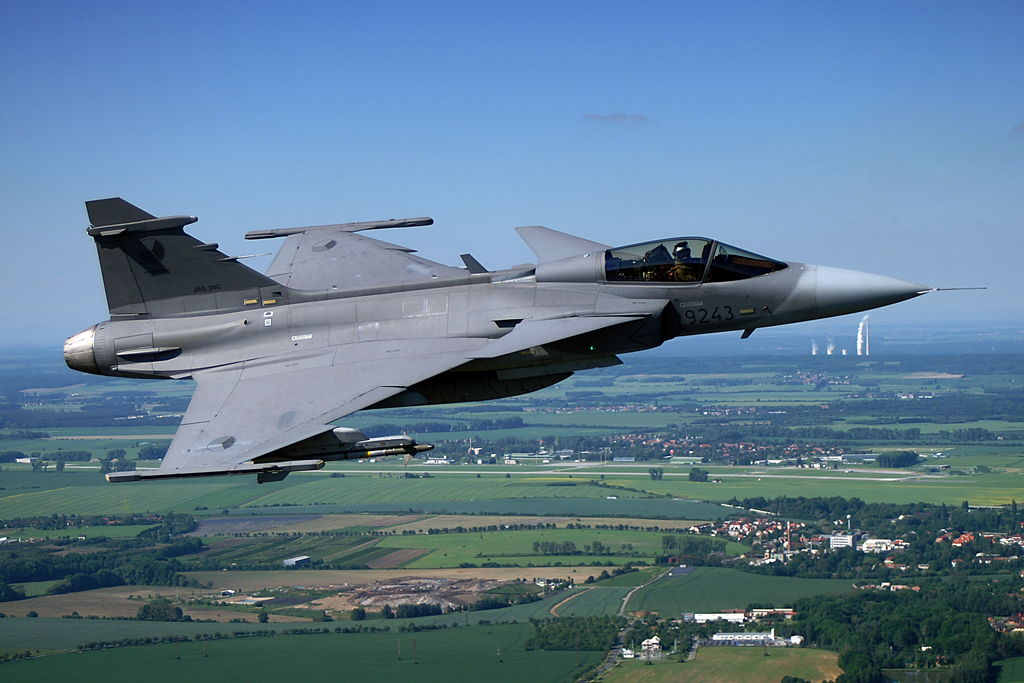
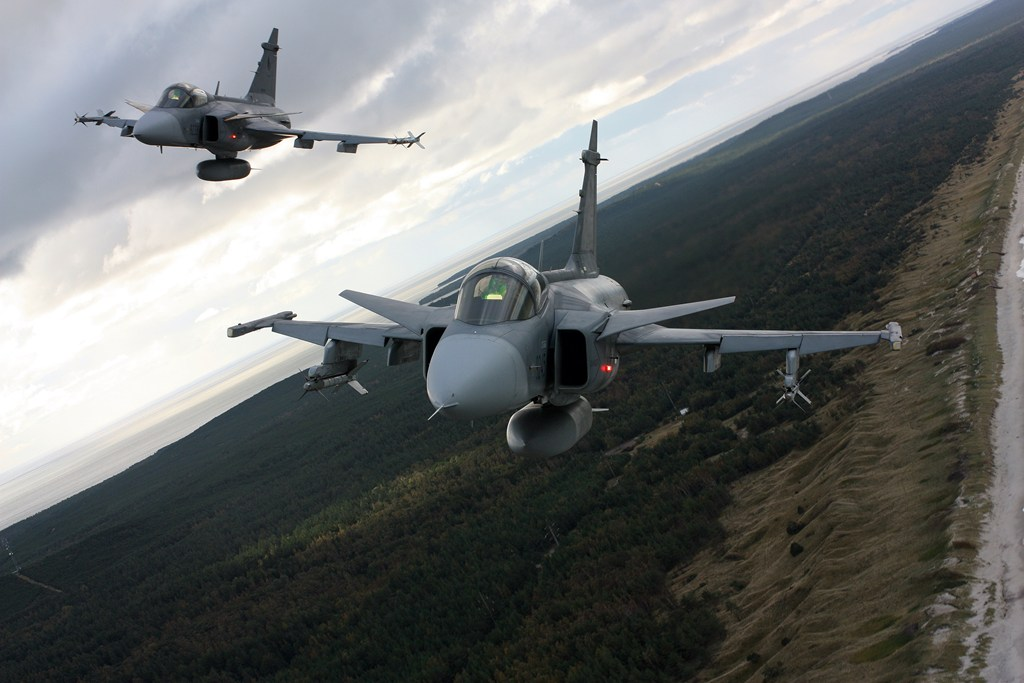
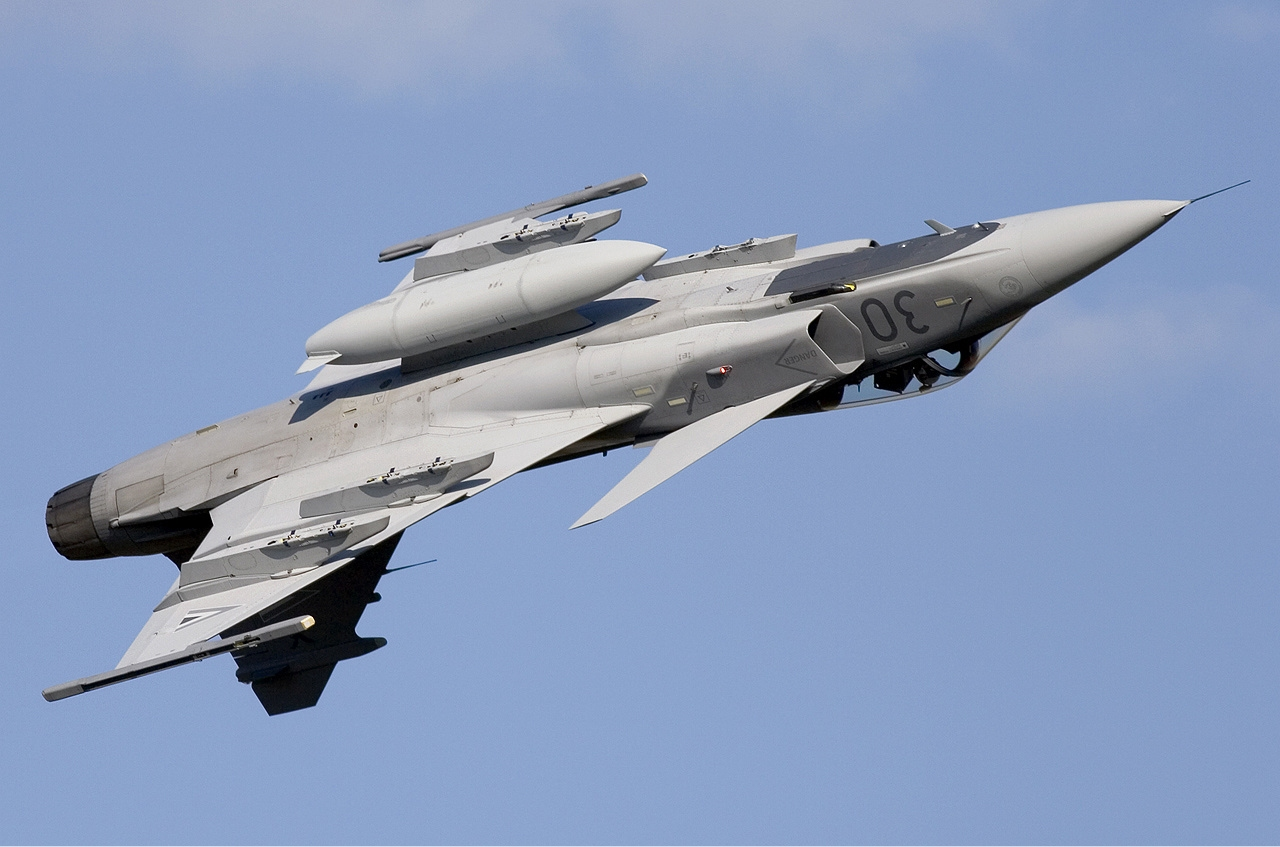
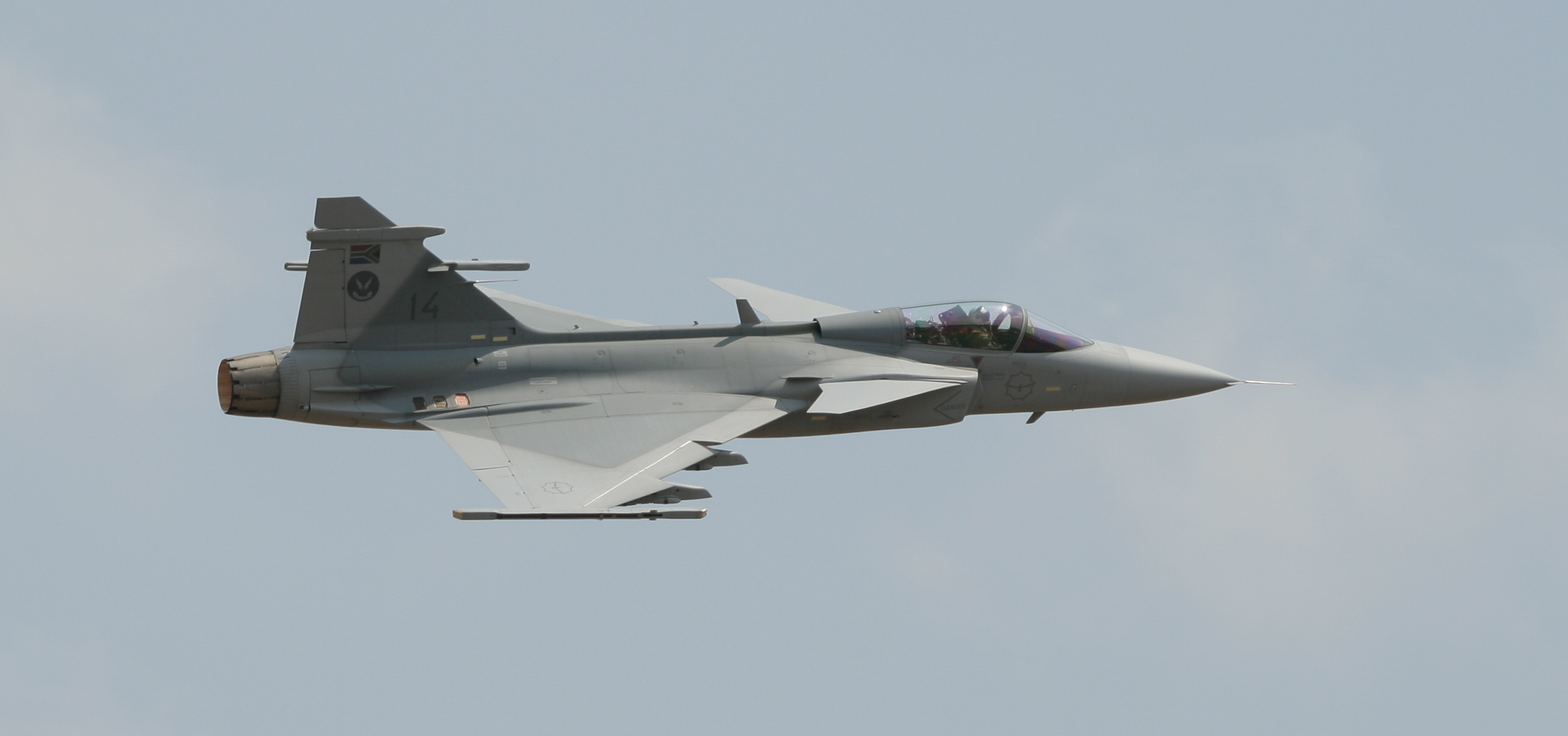
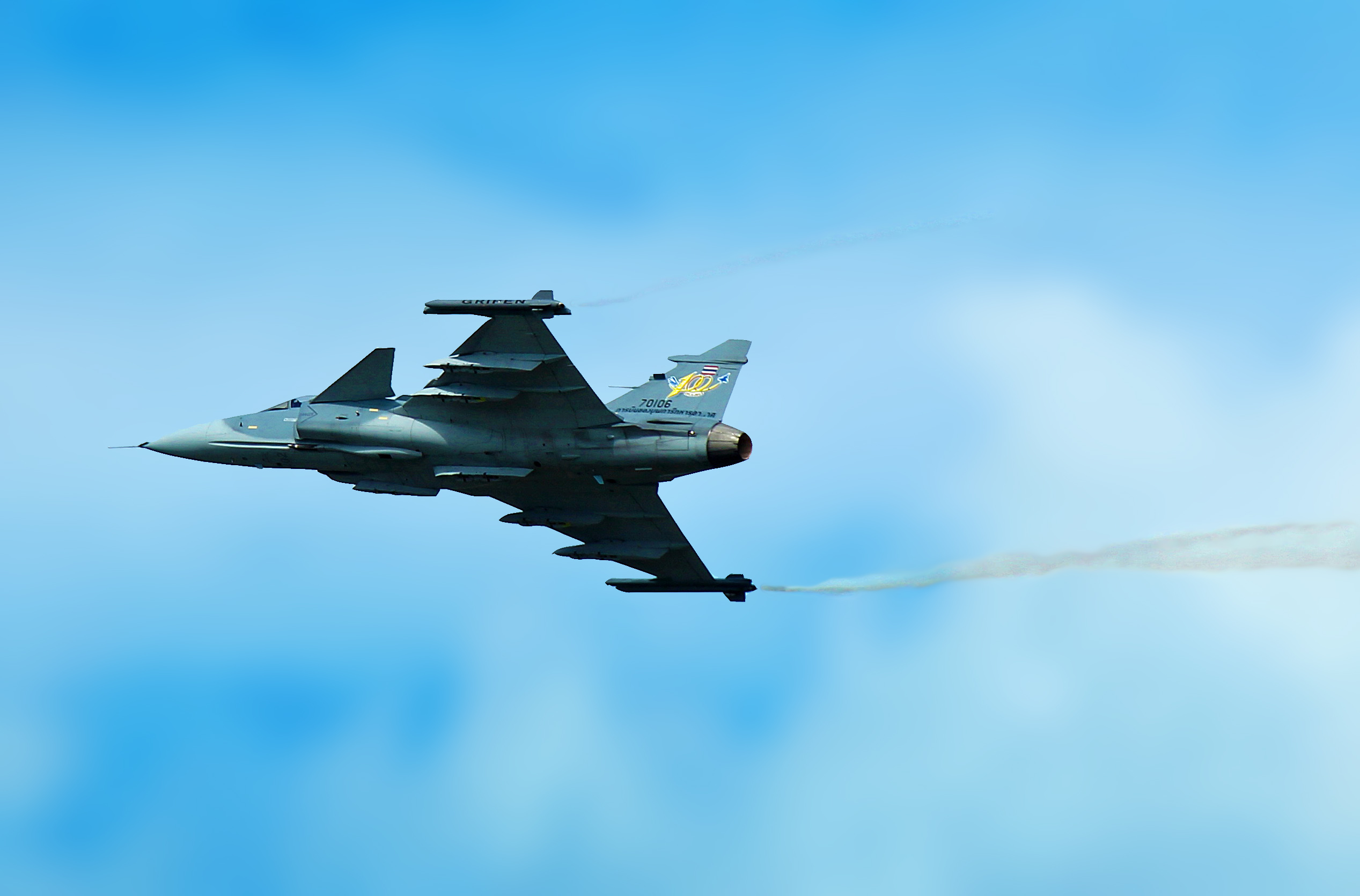
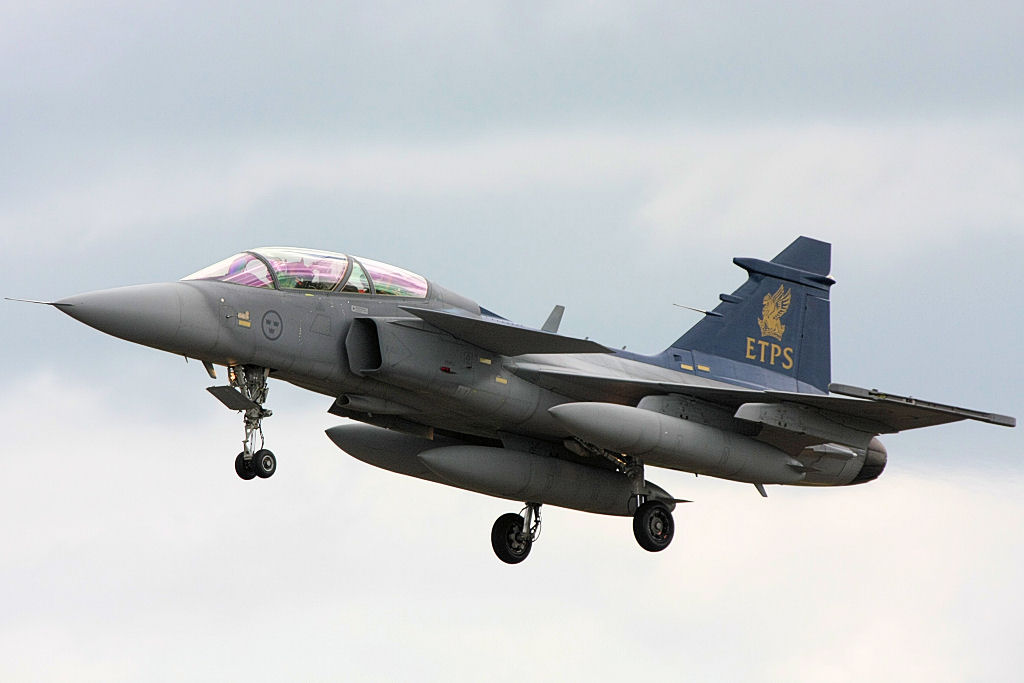
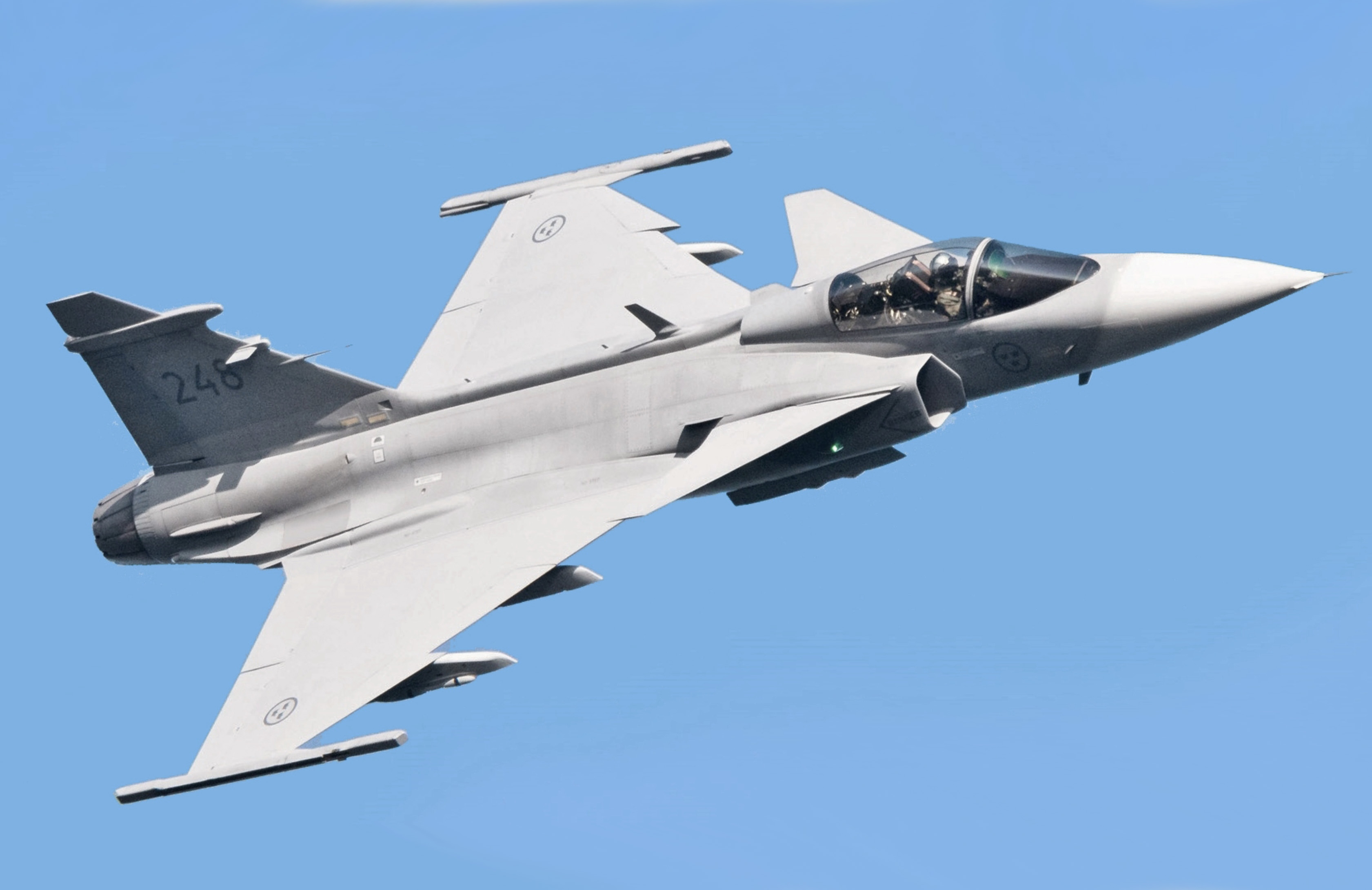
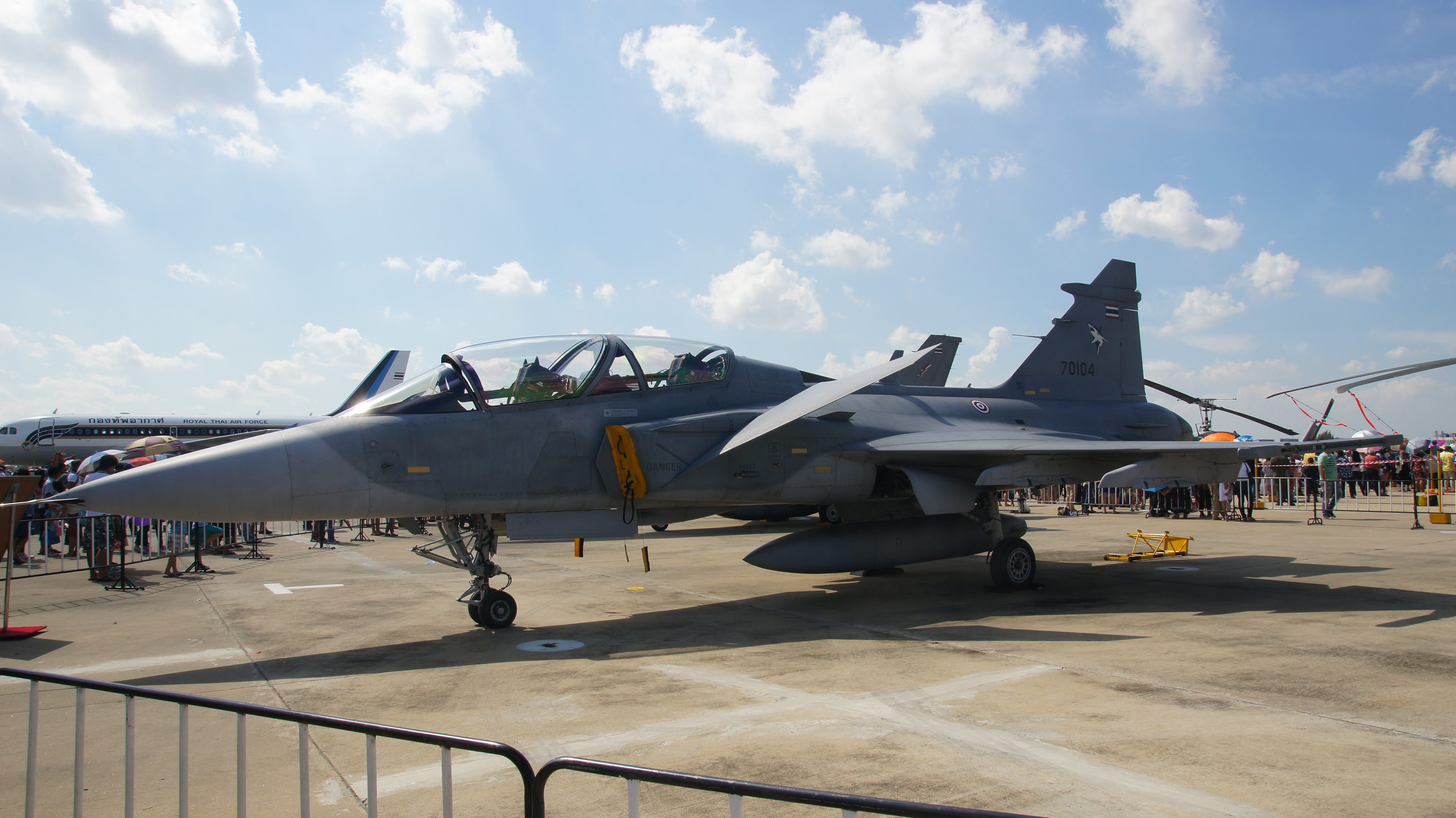
نیروی هوایی تایلند
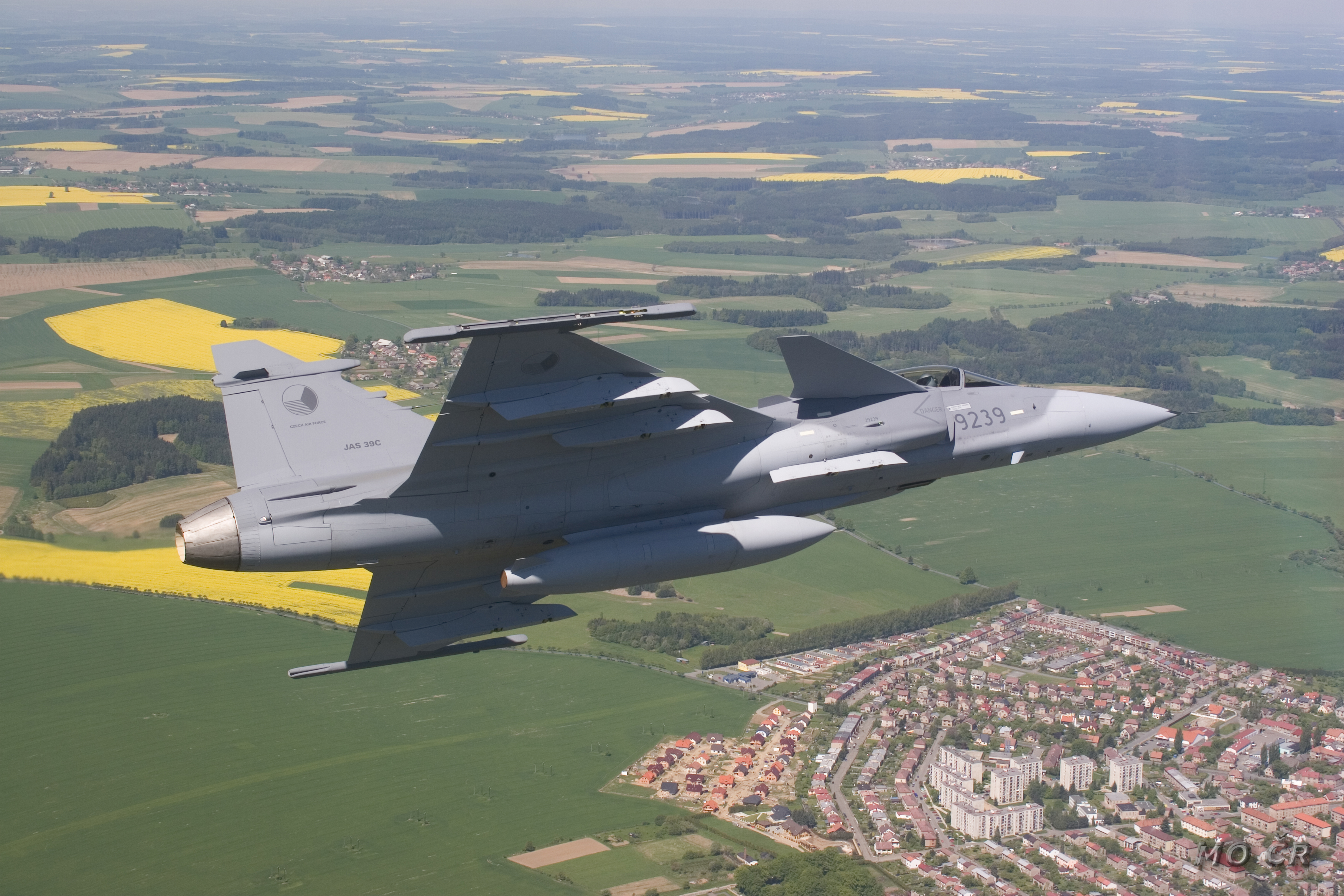
نیروی هوایی چک
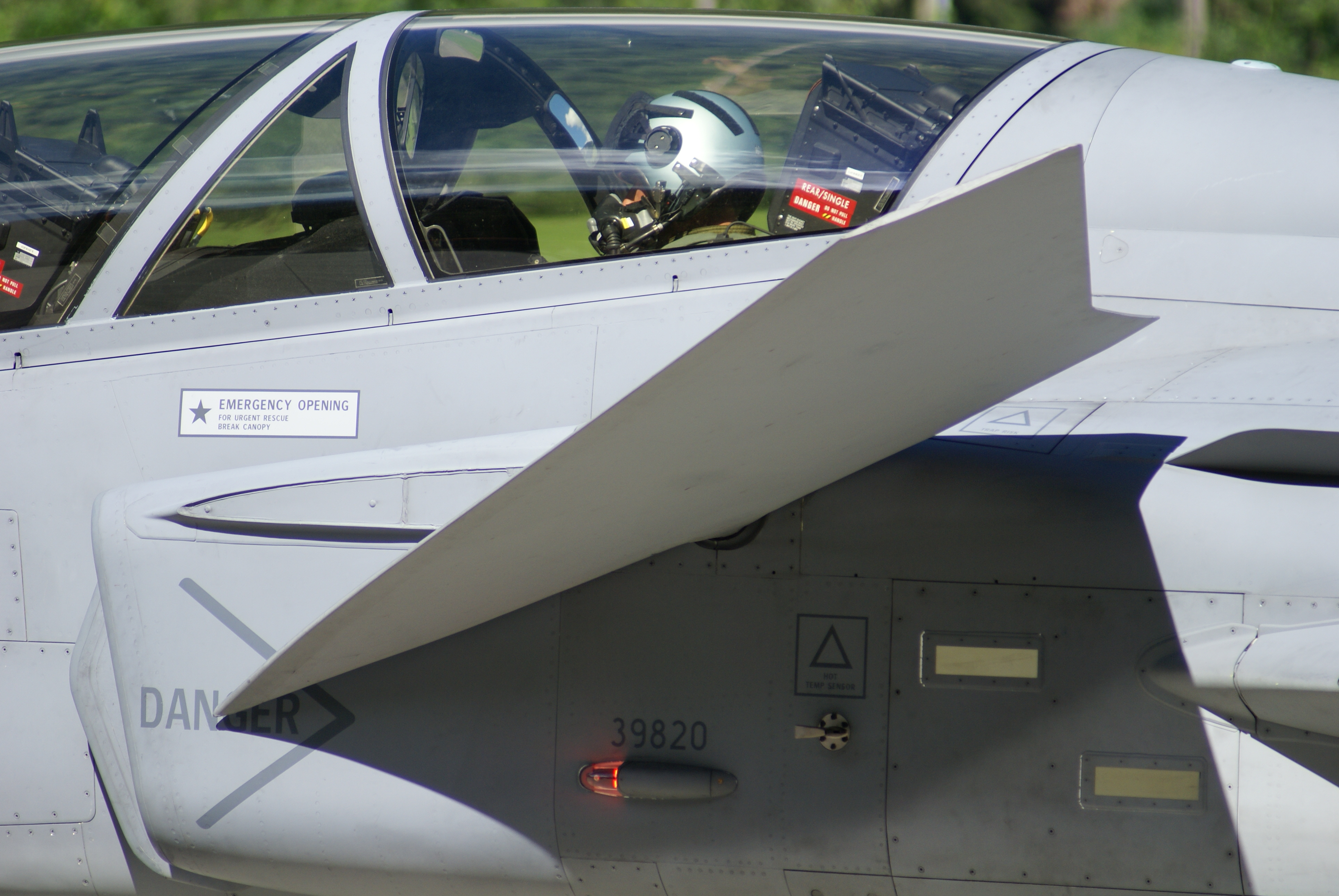
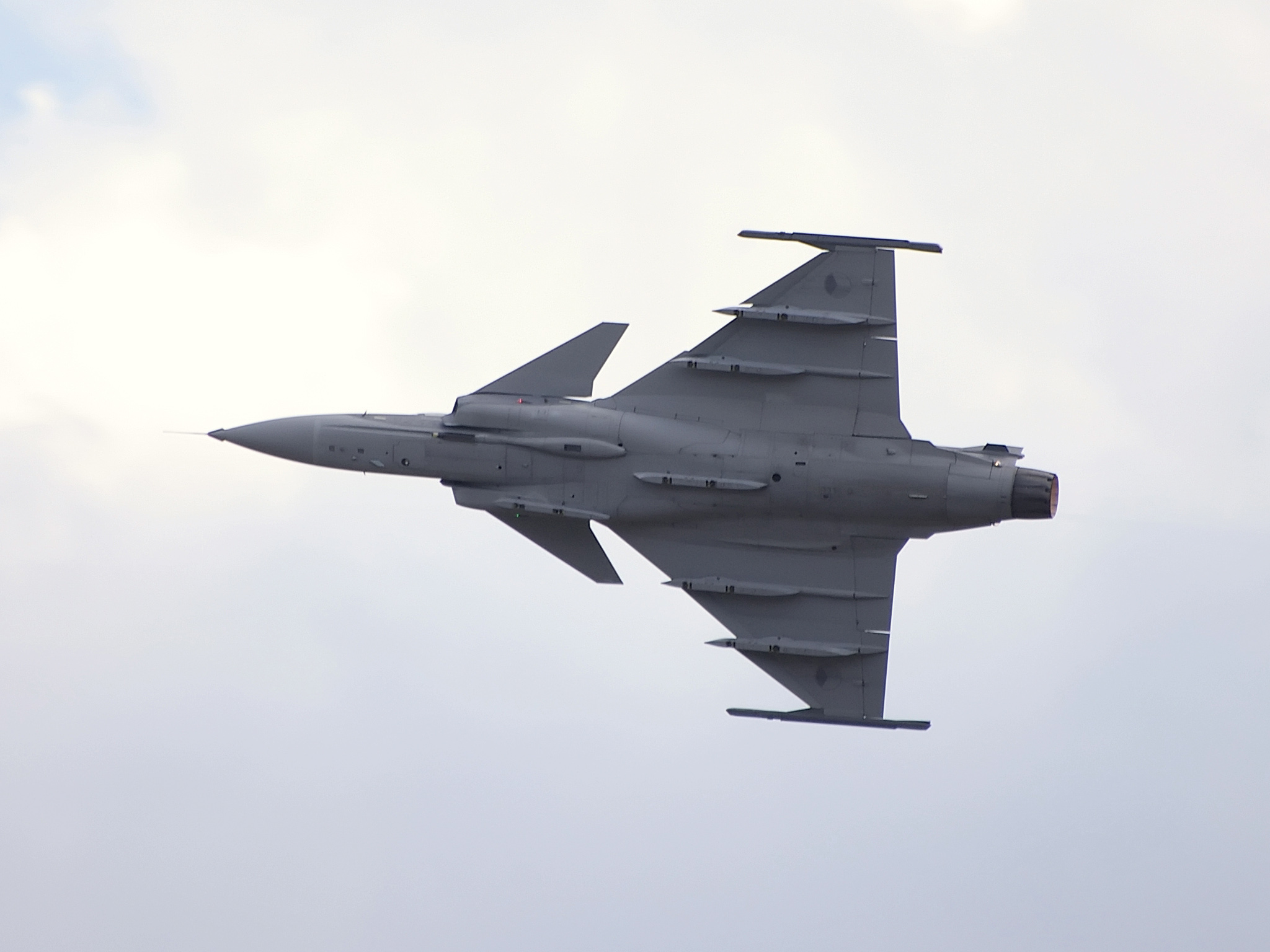
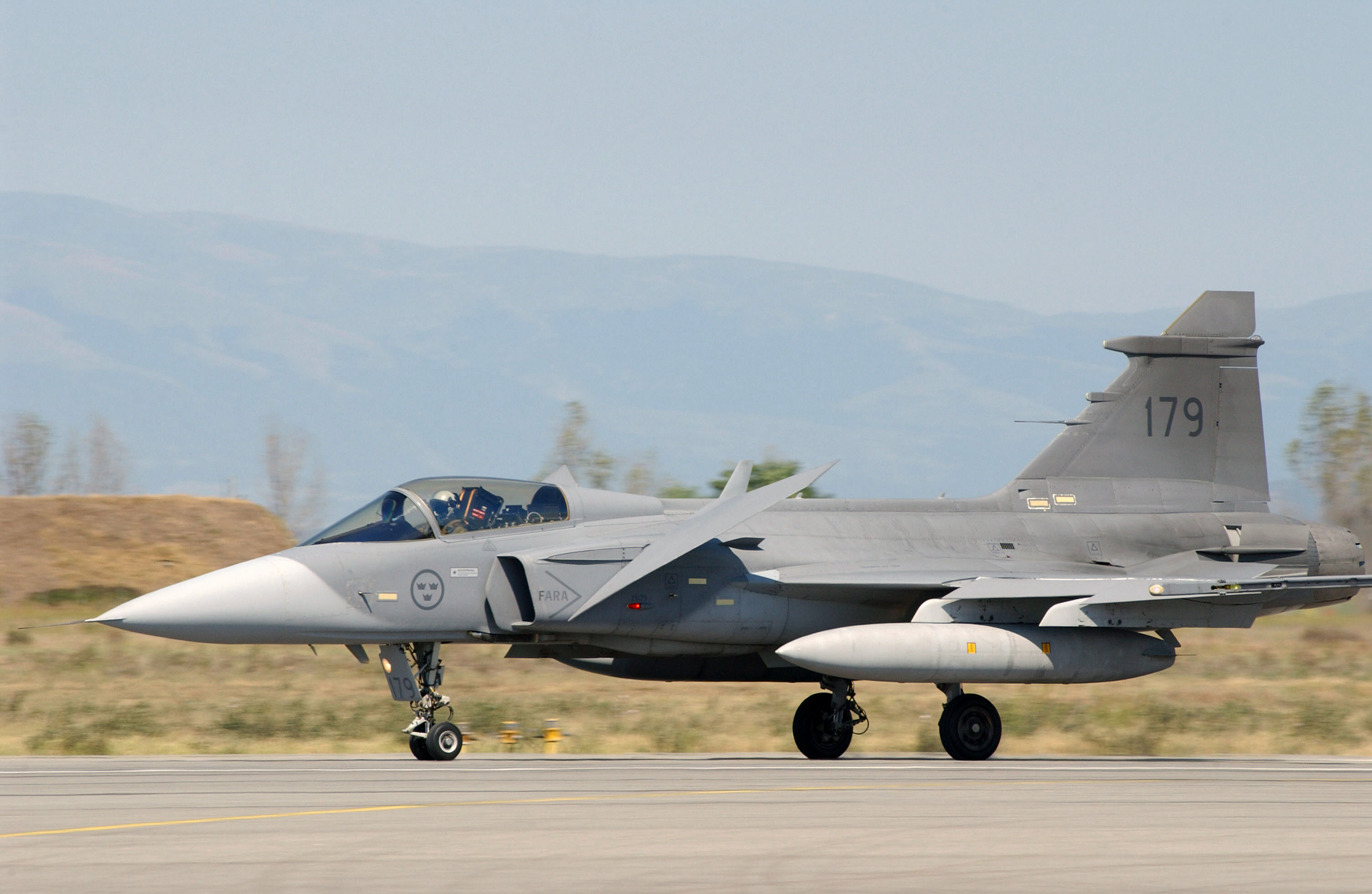
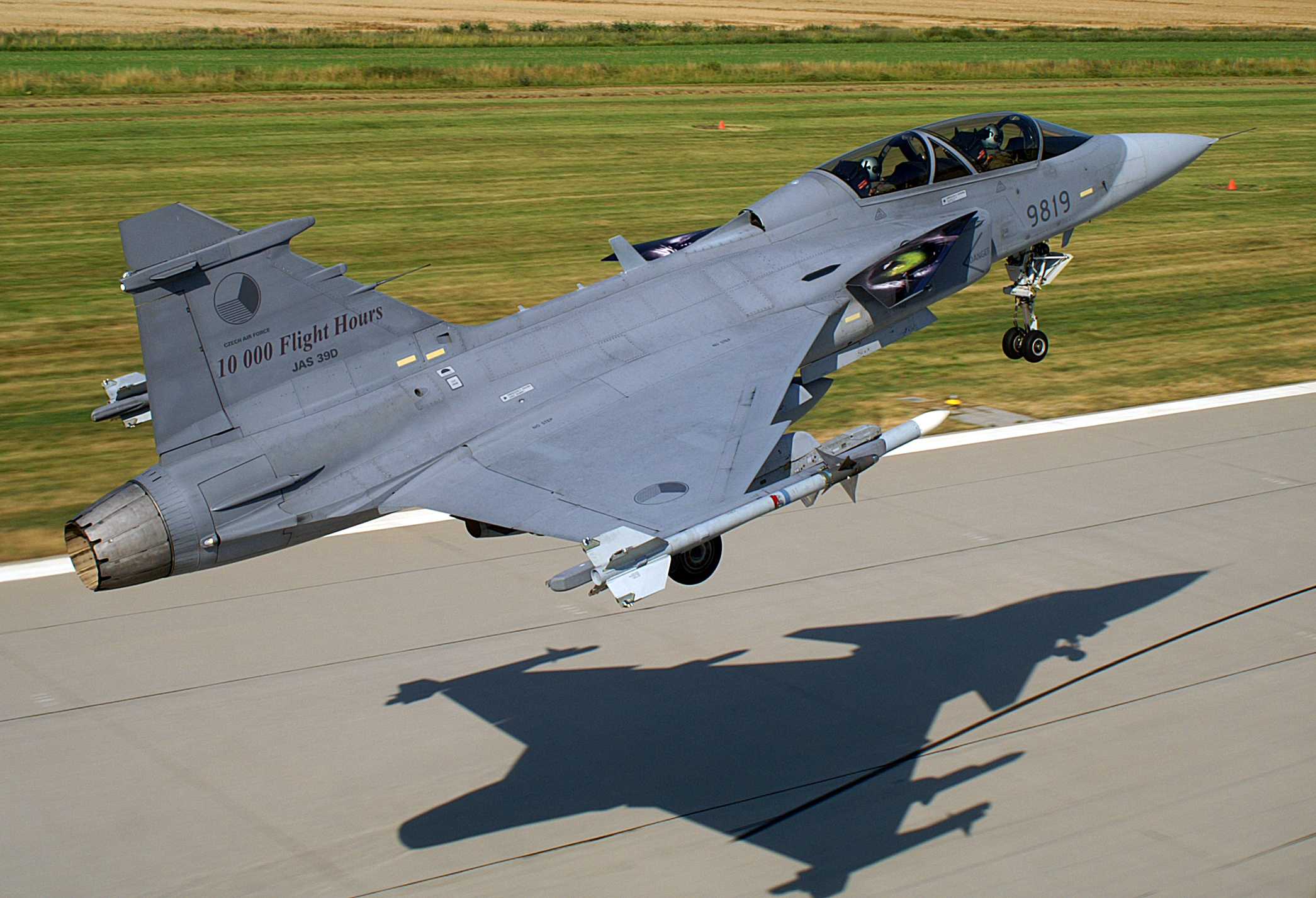
ساب گریپن چک
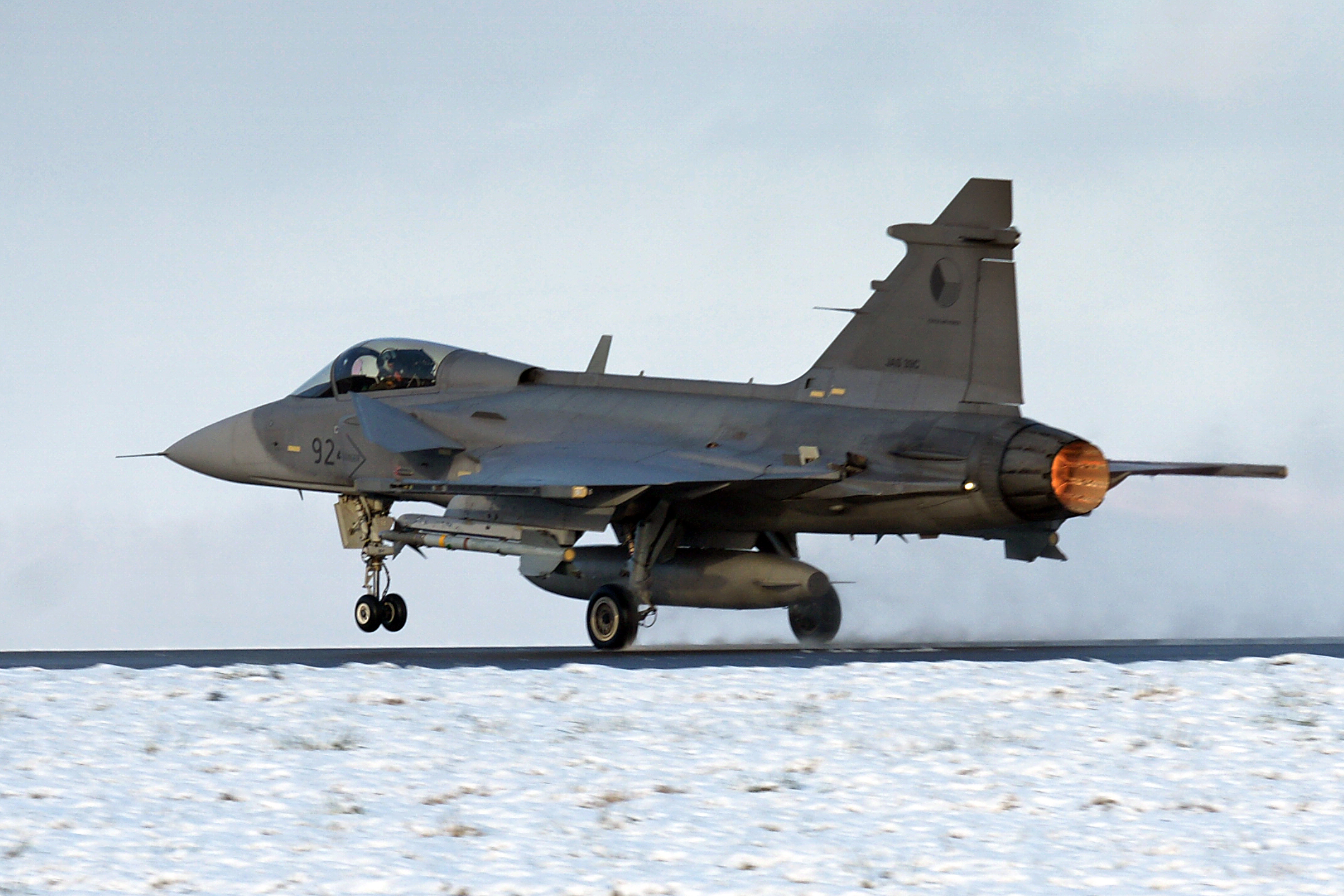
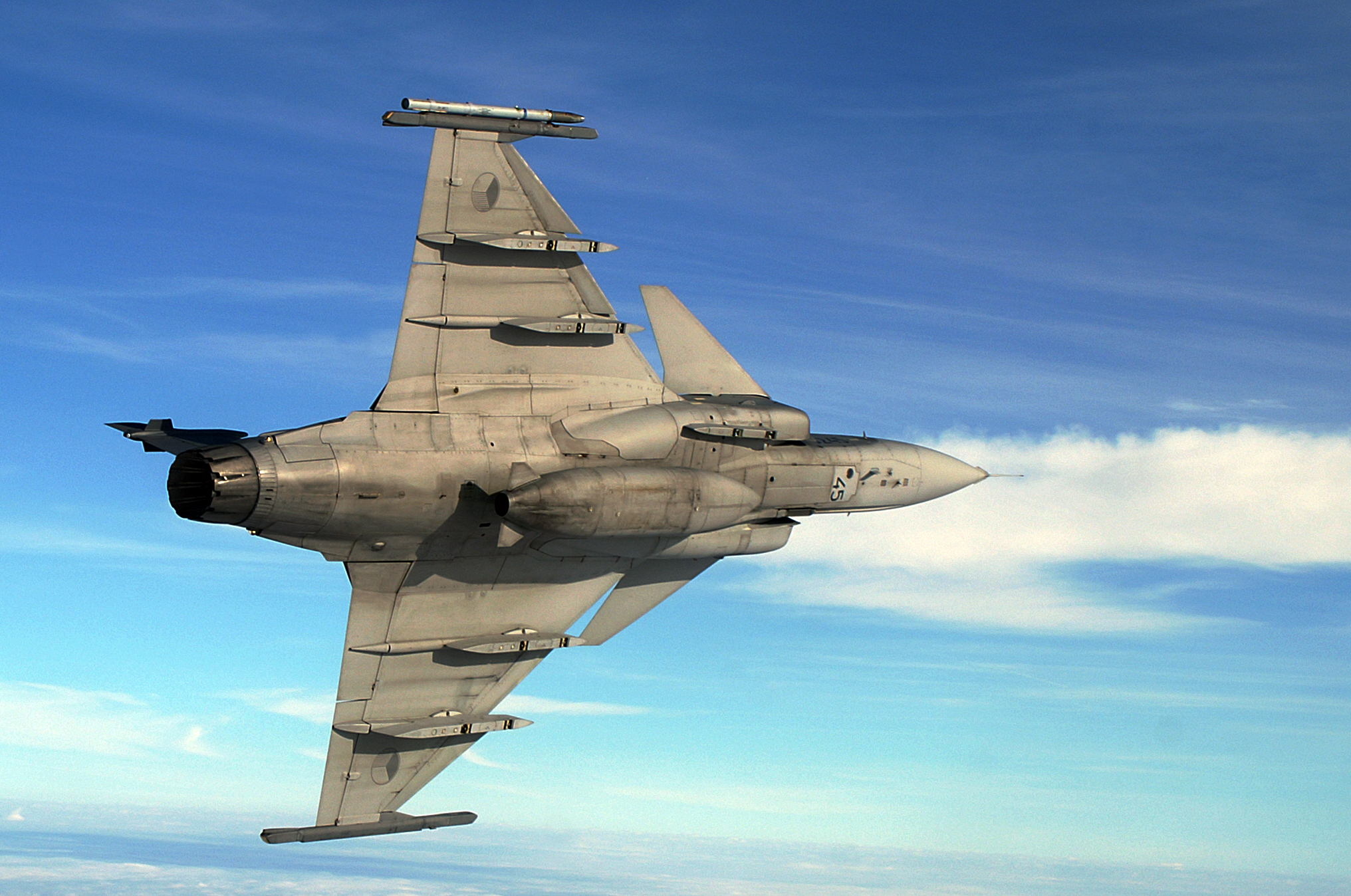
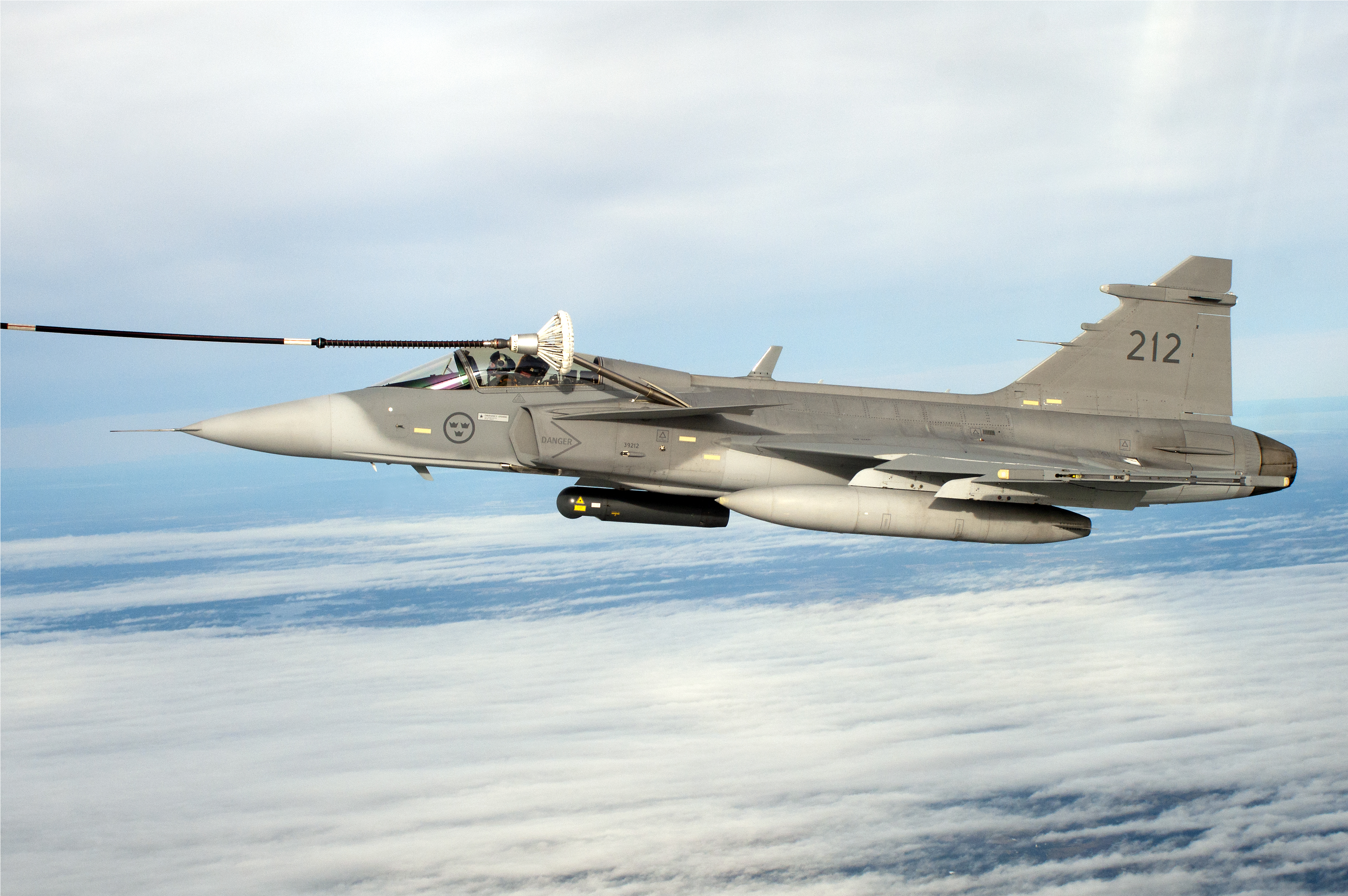
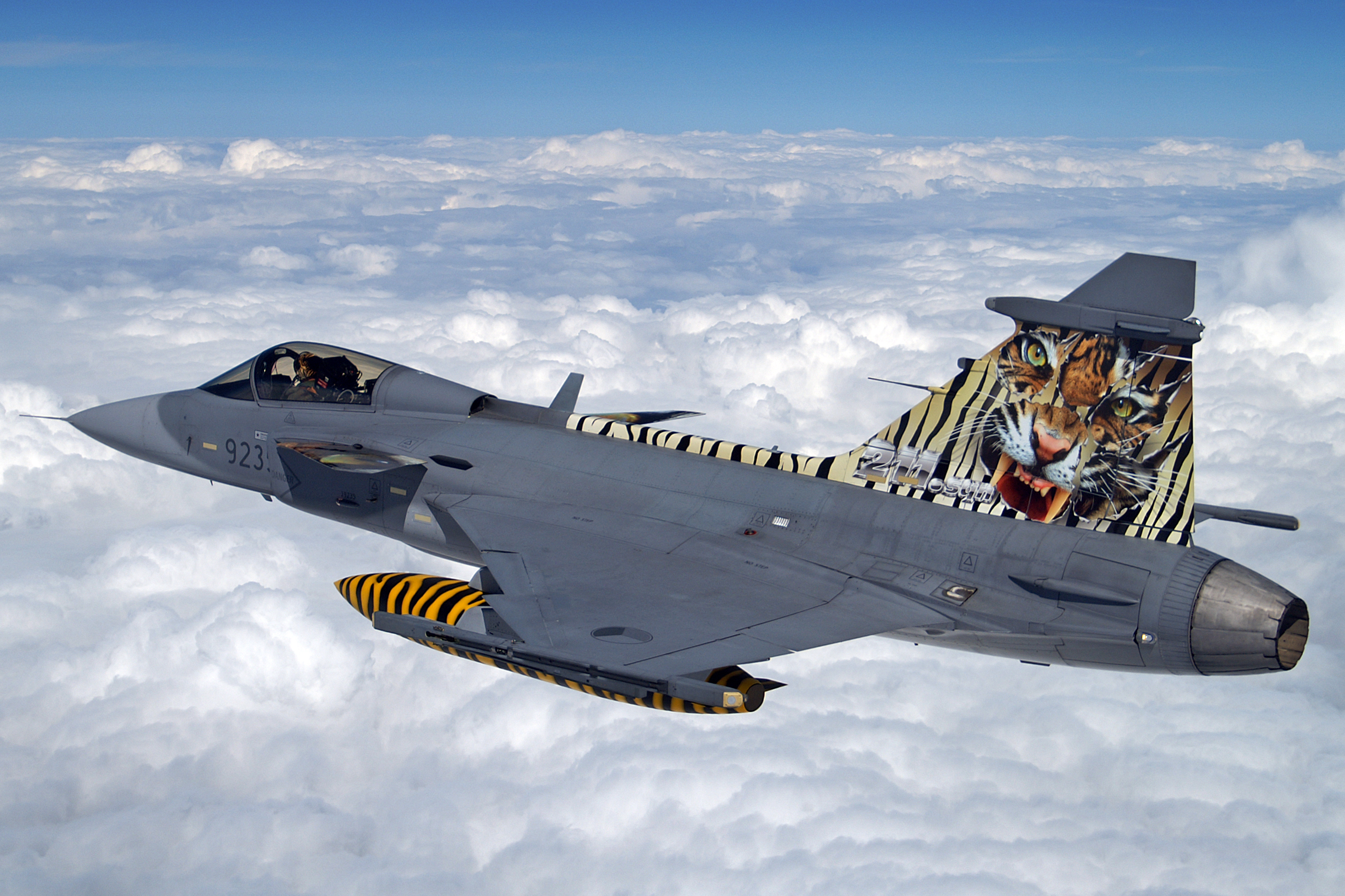
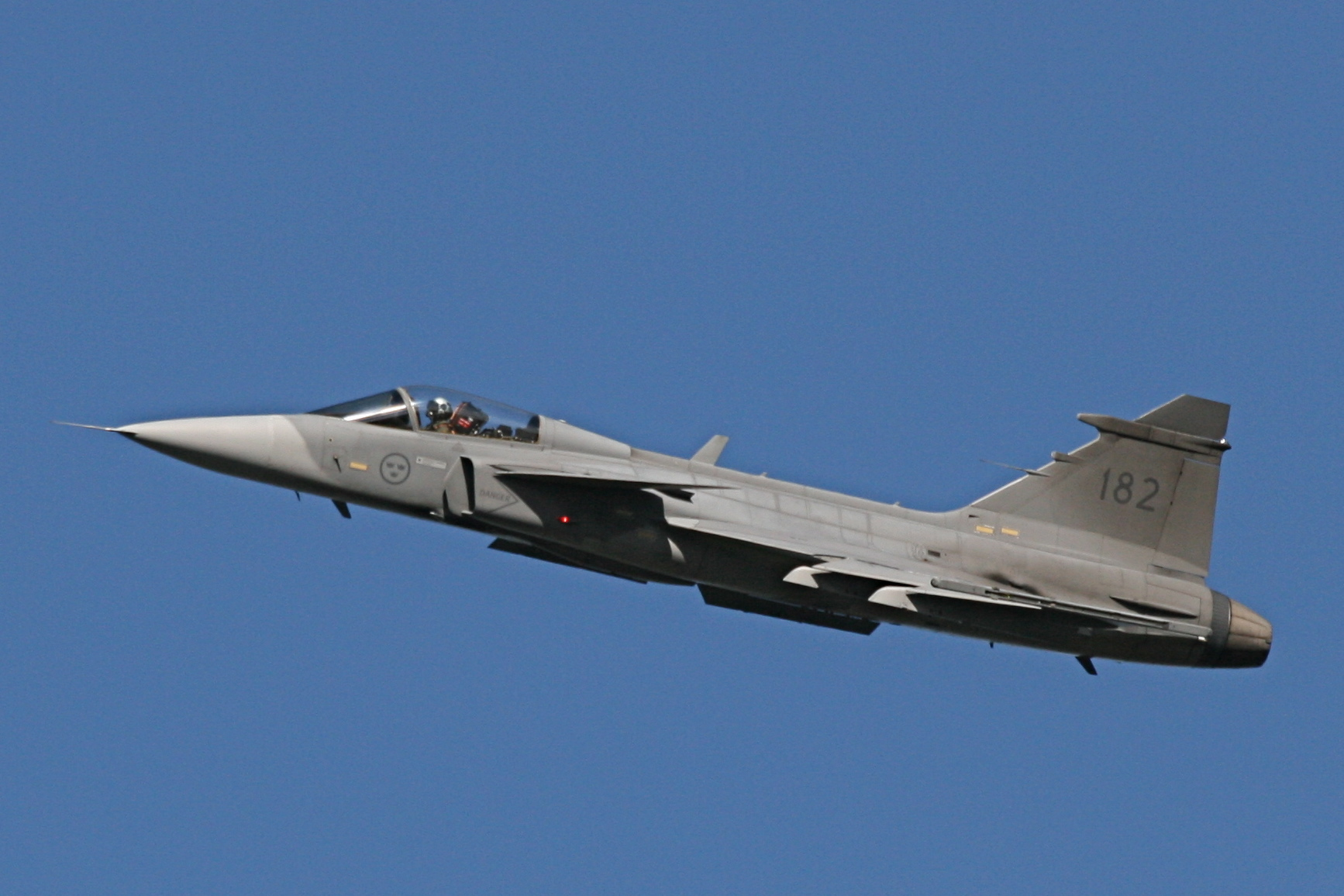